# Ein Siniya
Ein Siniya (àrab: عين سينيا, ʿAyn Sīniyā) és una vila palestina en la governació de Ramal·lah i al-Bireh al centre de Cisjordània, situada 10 km al nord de Ramal·lah i 1 km al nord-est de Jifna. Segons l'Oficina Central d'Estadístiques de Palestina (PCBS), tenia 910 habitants en 2016.

## Història
S'hi han trobat nombroses tombes tallades a la roca al voltant de la vila.
Clermont-Ganneau identificà Ein Siniya amb la Jeshanah bíblica i amb Isana de Flavi Josep, però els autors moderns posen aquests llocs a Kh. el-Burn. Habitualment Ein Siniya havia estat identificat com la vila croada Aineseins, una de les 21 viles donades pel rei Jofré de Bouillon com a feu als canonges de la Basílica del Sant Sepulcre. Tanmateix, C. N. Johns, va escriure en 1939 que creia que Aineseins era situada a Tel Beit Shemesh.
Claude Reignier Conder i Herbert Kitchener escriviren en 1882 que semblava que una petita fortalesa croada hi havia estat situada allí, però no ha estat verificat per fonts posteriors.

### Època otomana
Durant el domini otomà a Palestina (s. XVI-XIX), Ein Siniya era situada al xeïcat de Bani Zeid, al sanjak de Jerusalem. En 1556 era la vila més petita del xeïcat, amb només deu llars. S'hi ha trobat terrissa dels primers anys del domini otomà. En els registres fiscals de 1596, Ein Siniya era part de la nàhiya o subdistricte de Jerusalem, que estava sota administració del sanjak de Jerusalem. La vila tenia 12 llars, totes musulmanes, tots els musulmans i pagava impostos sobre blat, ordi, olives, vinyes, fruiters, ingressos ocasionals, ruscs i/o cabres.
Abans de la revolta camperola de 1834, Ein Siniya pertanyia a la tribu Bani Murrah. Després de la revolta, els xeics eren nomenats per Ibrahim Paixà d'Egipte. En 1838 l'erudit bíblib Edward Robinson va trobar que la vila estava envoltada de vinyes i fruiters. També hi havia jardins d'hortalisses, regats d'un pou d'aigua. També es va assenyalar com a poble musulmà, situat a la regió de Beni Murrah, al nord de Jerusalem.
En 1870 l'explorador francès Victor Guérin va visitar la vila, que li va calcular uns 200 habitants. Socin es va trobar una llista oficial de pobles otomans d'aproximadament el mateix any (1870) en que Ein Siniya tenia 57 cases i una població de 218, tot i que el recompte de població només incloïa homes.
En 1882 el Survey of Western Palestine del Fons per a l'Exploració de Palestina va descriure Ain Sinia com un petit poble, però d'"indubtable antiguitat". A principis del segle xx, Ain Sinya va ser «pràcticament» propietat d'un ric àrab natiu de Jerusalem que va influenciar a les autoritats per construir un carruatge prop d'Ein Siniya per beneficiar la vila. En 1907 la població era tota musulmana. Al mateix temps, es va observar que a Ein Siniya, a diferència d'altres pobles àrabs a la zona, hi creixien moreres i nogueres en abundància en comptes d'oliveres o figueres.
En 1896 la població d' Ain Sinja era estimada en unes 237 persones.

### Època del Mandat Britànic
En el cens de Palestina de 1922, organitzat per les autoritats del Mandat Britànic, la població d'Ein Siniya era de 114 musulmans, incrementats en el cens de 1931 a 288, en 59 cases habitades. 15 vilatans eren cristians i la resta musulmans.
En 1945 Ein Siniya tenia 330 habitants; 310 musulmans i 20 cristians, mentre que l'àrea total de terra era de 2,724 dúnams, la majoria propietat d'àrabs. El sòl edificat cobria de 21 dúnams, mentre que 2,404 dúnams eren dedicats a cultius: 1,856 en plantacions i regadius i 548 per a cereals.

### Després de 1948
En la vespra de guerra araboisraeliana de 1948, i després dels acords d'armistici araboisraelians de 1949, Ein Siniya fou ocupada pel regne haixemita de Jordània. Després de la Guerra dels Sis Dies de 1967 va romandre sota l'ocupació israeliana. La majoria de la població va marxar durant la guerra i només en 1982 arribà al mateix punt que en 1945, 333 habitants. va créixer a 482 en 1987, i a 533 en el cens de la Palestinian Central Bureau of Statistics (PCBS) una dècada més tard. La principal causa de creixement d'Ein Siniya ha estat l'influx de refugiats palestins, qui en 1997 constituïen vora la meitat de la població (52.3%).